# Челено
Челено (итал. Celleno) је насеље у Италији у округу Витербо, региону Лацио.
Према процени из 2011. у насељу је живело 932 становника. Насеље се налази на надморској висини од 402 м.

## Становништво
Према резултатима пописа становништва 2011. у општини је живело 1.343 становника.
| 1936. | 1951. | 1961. | 1971. | 1981. | 1991. | 2001. | 2011. |
| ----- | ----- | ----- | ----- | ----- | ----- | ----- | ----- |
| 1.518 | 1.508 | 1.290 | 1.132 | 1.147 | 1.271 | 1.339 | 1.343 |